# Ion Vianu
Ion Vianu (n. 15 aprilie 1934, București – d. 20 iunie 2024) a fost un medic psihiatru și un scriitor român.

## Biografie
Ion Vianu a fost fiul criticului literar Tudor Vianu și al Elenei, născută  Irimescu, fiica lui Ștefan Irimescu, medic, întemeietorul ftiziologiei din România. Timp de doi ani de zile, în perioada 1952-1954 este student al secției de limbi clasice a Facultății de Filologie din București. Din anul 1963 este numit preparator la Clinica Universitară de Psihiatrie din București. In 1994 a publicat  Amintiri în dialog, în colaborare cu amicul său, Matei Călinescu. 
A emigrat în Elveția în anul 1977, după ce s-a implicat în mișcarea lui Paul Goma, fiind printre puținii intelectuali care au semnat Apelul lansat de acesta, apoi se va face cunoscut pentru luările de poziție la postul de radio Europa Liberă împotriva tentativei de folosire a psihiatriei ca armă politică. După Revoluția din 1989 s-a implicat într-un mod foarte activ în denunțarea psihiatriei politice comuniste, a revenit în țara natală și a scris articole și comentarii cu conținut politic în revistele 22, Dilema Veche, în ziarul România liberă, etc. După ieșirea la pensie se întoarce în țară definitiv și se dedică meseriei de scriitor, publicînd mai multe volume de proză sau eseistică.  Astfel, romanele Caietele lui Ozias și Vasiliu, foi volante fac parte din trilogia neterminată "Arhiva Trădării și a Mâniei". Paramnezii este un roman despre exil și reîntoarcerea în țara natală. "Necredinciosul" este inspirat de experiența medicală a autorului. Blestem și Binecuvântare este o culegere de eseuri despre problematica tatălui, Antigona, Sacher-Masoch, S. Freud. Investigații mateine este un eseu biografic și critic despre Mateiu Caragiale. În 2009 publica "Exercitii de sinceritate", o relatare despre implicarea sa civică din anii saptezeci. În 2010 publica un roman autobiografic, "Amor intellectualis, desemnat  drept  "Cartea Anului 2010" de juriul revistei România literară; de asemenea autorul a obținut premiul de excelenta Opera omnia Radio România Cultural și, tot pentru "Amor Intellectualis", premiul pentru memorialistica al revistei Observator Cultural, ca și premiul special al Uniunii Scriitorilor pe anul 2010 
Tot în 2010 apare traducerea spaniolă de către Ioana Zlotescu a romanului "Vasiliu, foi volante" (Vasiliu, hojas sueltas)

## Volume publicate
- Introducere în psihoterapie, 1975
- Stil și persoană, 1975
- Amintiri în dialog, în colaborare cu Matei Călinescu, 1994
- Caietele lui Ozias, 2004
- Paramnezii, 2005
- Vasiliu, foi volante, 2006
- Blestem și Binecuvântare, 2007
- Necredinciosul, roman, 2008
- Investigații mateine, 2008
- Exercițiu de sinceritate, 2009
- Amor intellectualis, 2010 [2]
- Apropieri, Polirom, 2011
- Frumusețea va mîntui lumea și alte eseuri, Polirom, 2015
- Elegie pentru Mihai, Polirom, 2018

## Premii
- 1976: Premiul Uniunii Scriitorilor pentru debut -Stil și persoană
- 2010: Romanul său autobiografic, Amor intelectualis este premiat cu distincția Cartea Anului 2010 de un juriu compus din redactorii revistei "România Literară". De asemeni, a primit pentru aceeași carte premiile revistei Observator cultural și al Uniunii Scriitorilor. Radio România Cultural i-a decernat premiul de excelență pentru opera omnia.